# Acropteris caseata
Acropteris caseata är en fjärilsart som beskrevs av Achille Guenée. Acropteris caseata ingår i släktet Acropteris och familjen Uraniidae. Inga underarter finns listade i Catalogue of Life.